# Hans Weibold
Hans Weibold (* 8. August 1902 in Linz; † 14. Jänner 1984 ebenda) war ein österreichischer Landschaftsmaler des Naturalismus.

## Leben und Wirken
Weibold besuchte die Realschule in Linz und wurde Bankbeamter. Nach dem Zusammenbruch der Depositenbank war er ab 1925 in Schärding als Buchhalter in einer landwirtschaftlichen Genossenschaft und später bei Franck & Söhne tätig. Er war ab 1942 in Russland und Frankreich im Kriegseinsatz.
Der Künstler lebte in Linz und war Mitglied der Innviertler Künstlergilde sowie des Oberösterreichischen Künstlerbundes und schuf insbesondere naturalistische Aquarelle (Auswahl). Einige Werke wurden vom OÖ. Landesmuseum und vom Museum der Stadt Linz angekauft. Weitere sind bei Auktionen erhältlich.
- Minoritenkirche in Linz (Aquarell)
- Urfahr im Winter (Aquarell)
- Ansicht von Linz (Aquarell, 1975)
- Blick auf Linz von Schloss Hagen (Aquarell)
- Geranium (Aquarell)
- Flusslandschaft (Aquarell, 1975)
- Vorderstoder, Blick auf Prielgruppe
- Haus in Domgasse 12 Linz (Aquarell, 1970)
- Ursulinenkirche Linz (Gemischte Technik auf Karton, 1942)
- Bei St. Florian (Gemischte Technik auf Karton 1948)
- Schillerplatz
- Blumen in Vase
- Blumenstrauß in Vase (Gemischte Technik auf Karton, 1970)
- St. Florian/Stiftsportal
- Wiesenblumenstrauß in Krug (Aquarell, 1980)
- Rosenstrauß in Vase
- Landschaft
- Aulandschaft
- Blick auf Kirche
- Blumenstilleben
- Frühlingsblumenstrauß
- Stillleben
- Blick auf Salzburg
- Blick auf Ottensheim
- Blumenstrauß
- Ried im Innkreis (Gemischte Technik auf Papier, 1972)

## Ausstellungen
Werke Weibolds wurden im Rahmen der Ersten großen österreichischen Kunstausstellung 1947 im Künstlerhaus Wien ausgestellt.

## Schriften
- Hans Weibold oder die Kunst des Landschaftsmalers, in: Jahrbuch der Künstlergilde, 1972/73, Ried 1972